# L'Habit vert (Augier et Musset)
Pour les articles homonymes, voir L'Habit vert.
Ne doit pas être confondu avec L'Habit vert (Flers et Caillavet).
L'Habit vert est un vaudeville, ou proverbe, composé par Émile Augier et Alfred de Musset qui fut créé le 23 février 1849 au théâtre des Variétés à Paris. La pièce ne rencontra pas le succès. Théophile Gautier fut l'un des rares à prendre la défense des deux auteurs.

## Argument
Deux étudiants désargentés du Quartier latin, Henri et Raoul, mettent en commun un habit correct pour sortir le soir sur les grands boulevards et cultiver l'amitié de leur voisine Marguerite, une grisette pleine d'esprit. Ils empruntent de l'argent auprès du fripier juif Munius, pour partir se promener à Chaville. Ce vaudeville décrit les déboires des deux jeunes gens plutôt naïfs.
La pièce n'a aucun lien avec l'habit vert de l'Institut de France.